# Ilha Waiheke

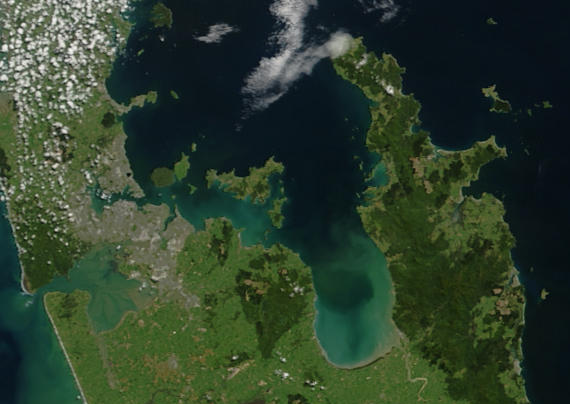
Imagem do golfo de Hauraki. Waiheke é a ilha maior próxima do centro da imagem.

A ilha Waiheke é uma ilha no golfo de Hauraki, na Nova Zelândia. Fica a 35 minutos de viagem por ferry de Auckland. Tem 19,3 km de comprimento, de este a oeste, variando a largura entre 0,64 km e 9,65 km. A sua área total é de 92 km². 
Tem costas com extensão de 133,5 km, que incluem 40 km de praias. No golfo de Hauraki, é a segunda maior ilha, depois da ilha da Grande Barreira, sendo a mais popular e acessível, pois conta com ferrys regulares e serviços aéreos. Está separada da Ilha Norte pelo estreito de Tamaki.
O porto de Matiatia, situado no extremo oeste da ilha, está a 17,7 km de Auckland e o extremo leste está a 21,4 km da península de Coromandel. 
A ilha Waiheke tem uma grande quantidade de colinas com algumas partes baixas. O ponto mais alto é chamado Maunganui, a 231 metros. 
O clima é geralmente mais quente que o de Auckland, com menos humidade e chuva, e mais horas de luz. Tinha em 2011 uma população permanente de 8740 habitantes. 